# SEAT Exeo
El SEAT Exeo es un automóvil de turismo del segmento D que el fabricante español SEAT puso a la venta desde marzo de 2009 hasta abril de 2013. Se ofrecía con carrocerías sedán (modelo 3R2) y familiar (Exeo ST) (modelo 3R5), que se presentaron oficialmente en el Salón del Automóvil de París de 2008.

## Historia comercial

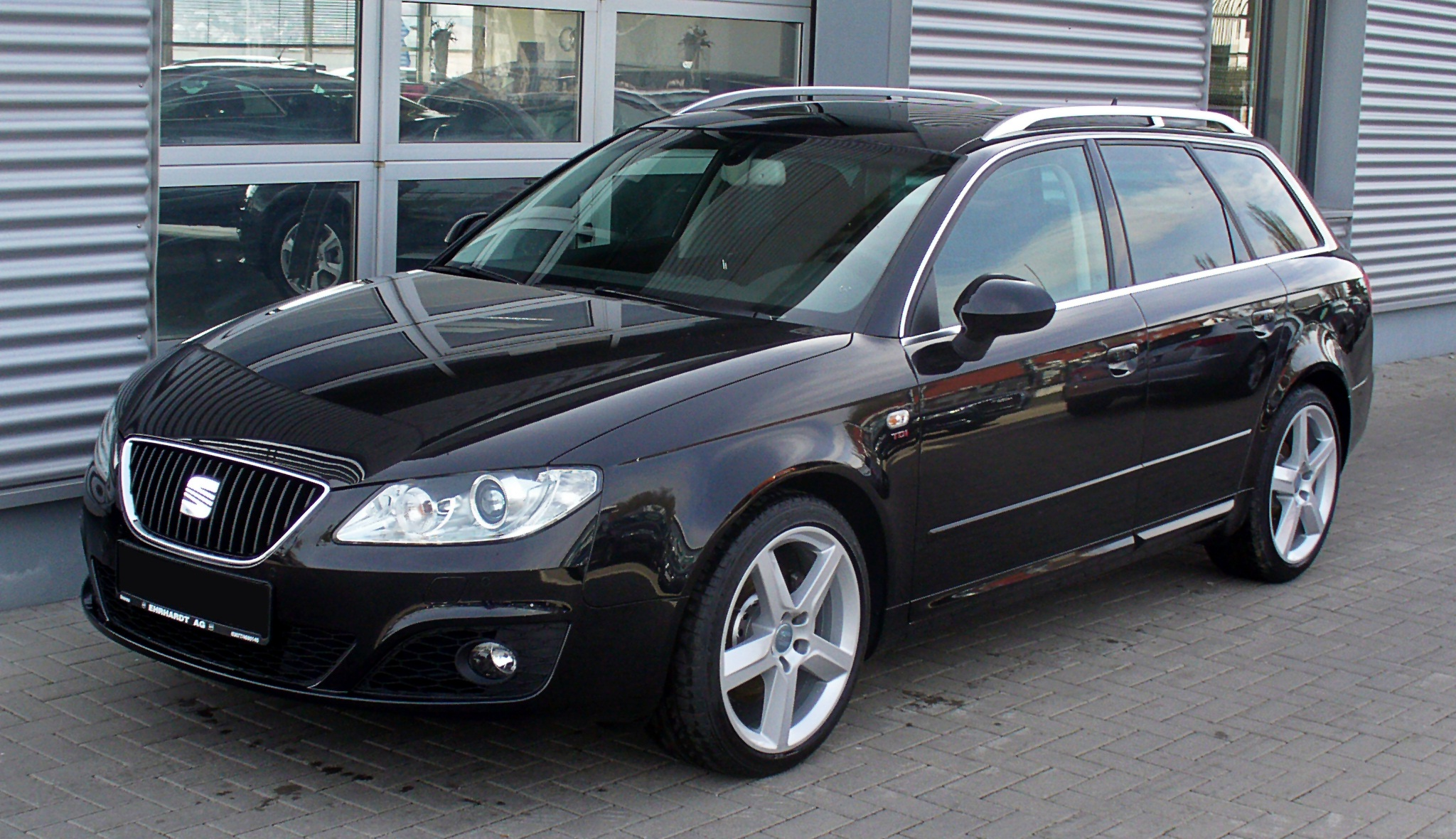
SEAT Exeo ST

El Exeo está basado en el Audi B7 (2005-2007), por lo tanto, llevaba motor delantero longitudinal y tracción delantera. Exteriormente, las diferencias entre el Exeo y el A4 se centran en el frontal, retrovisores, logotipos y los faros traseros. El tablero proviene del Audi A4 descapotable. Antes de que en junio de 2008 SEAT anunciara que el modelo se llamaría Exeo, era conocido como proyecto Limousine En un principio se había rumoreado que el nuevo modelo podría ser el nuevo SEAT Toledo, ya que el diseño de tipo monovolumen que se le dio a la tercera generación fue más innovador, con la nueva tendencia que estaba de moda fue un cambio muy brusco al del concepto original de berlina tradicional, que no convenció mucho al público. Sin embargo después se supo que la nueva estrategia de SEAT era aumentar su gama con una nueva berlina superior en el segmento D, que ayudaría a cubrir un hueco, ya que el Toledo estaba posicionado entre 2 segmentos C y D.
Conociendo este nuevo dato, se daba por hecho que el modelo usaría el nombre SEAT Bolero, ya que anteriormente en 1998 había sido utilizado con uno de sus prototipos en formato de berlina deportiva del segmento D, con intención de comercializarlo aunque finalmente no fue así y con este nuevo proyecto se planteó rescatar el nombre, pero a última hora los responsables de marketing decidieron no usarlo y plantearon guardar ese nombre para un futuro. Se plantearon una serie de nombres siguiendo la nomenclatura utilizada por la marca, el cual se especuló en prensa nombres como SEAT Salamanca, SEAT Oviedo y SEAT Aragón, pero finalmente, cambiando la nomenclatura habitual que daba imagen de marca española, el nombre escogido fue Exeo, derivado de la palabra latina exire, cuyo significado es evadirse, salir o ir más allá, más lejos. 
Con esta estrategia SEAT cubriría los 2 segmentos con 2 modelos de berlina diferentes un sedán 4 puertas y un liftback 5 puertas. Por el Exeo se retiraría al Toledo del mercado por un tiempo para empezar a desarrollar una nueva generación que estará lista a finales del año 2012. El Toledo volverá a la venta con el mismo concepto que tenía la primera generación (liftback) pero ya solo ocupando el segmento C, para no pisarse con el Exeo, que queda un escalón por encima.

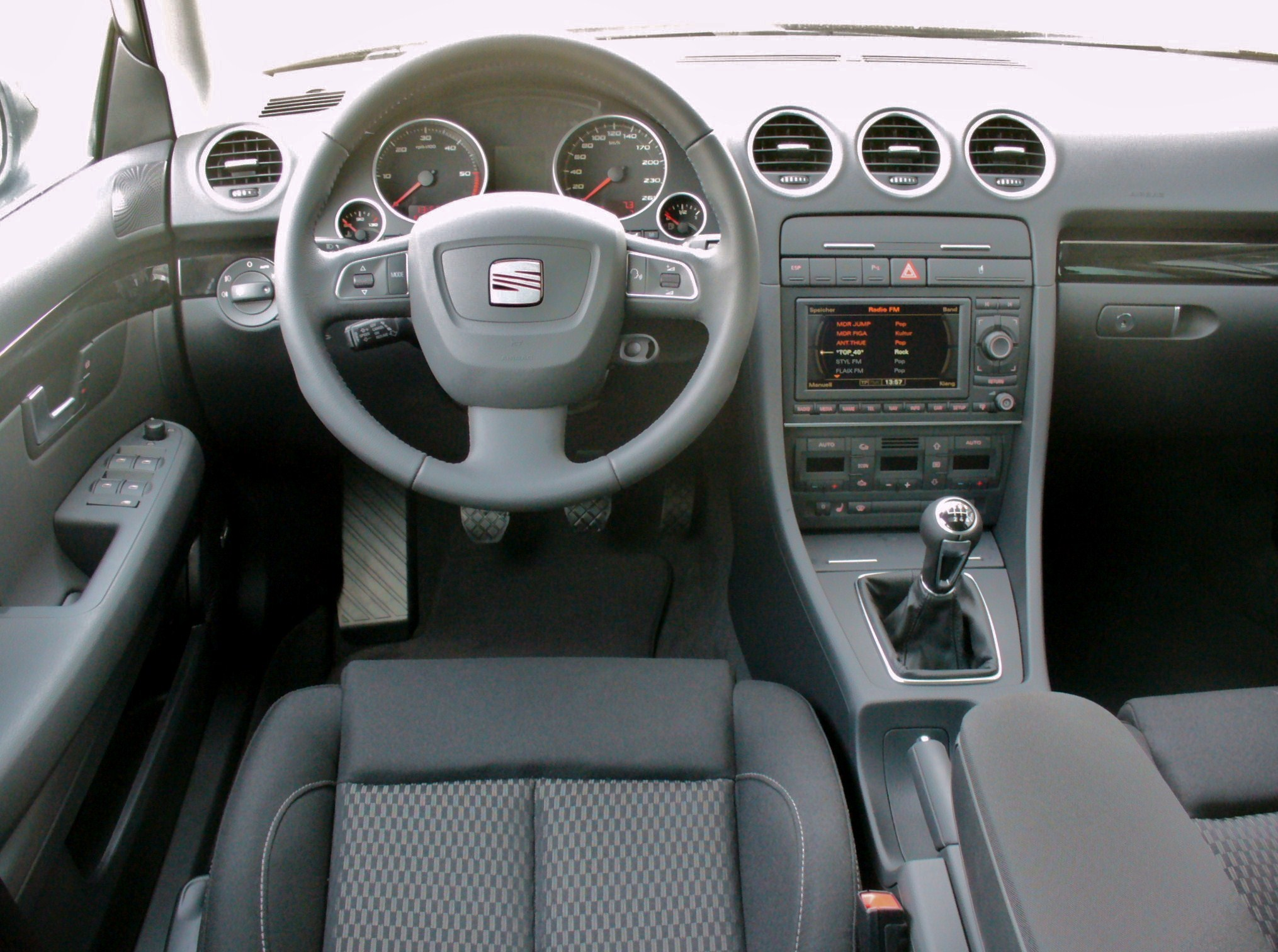
Interior del SEAT Exeo.

### Reestilización

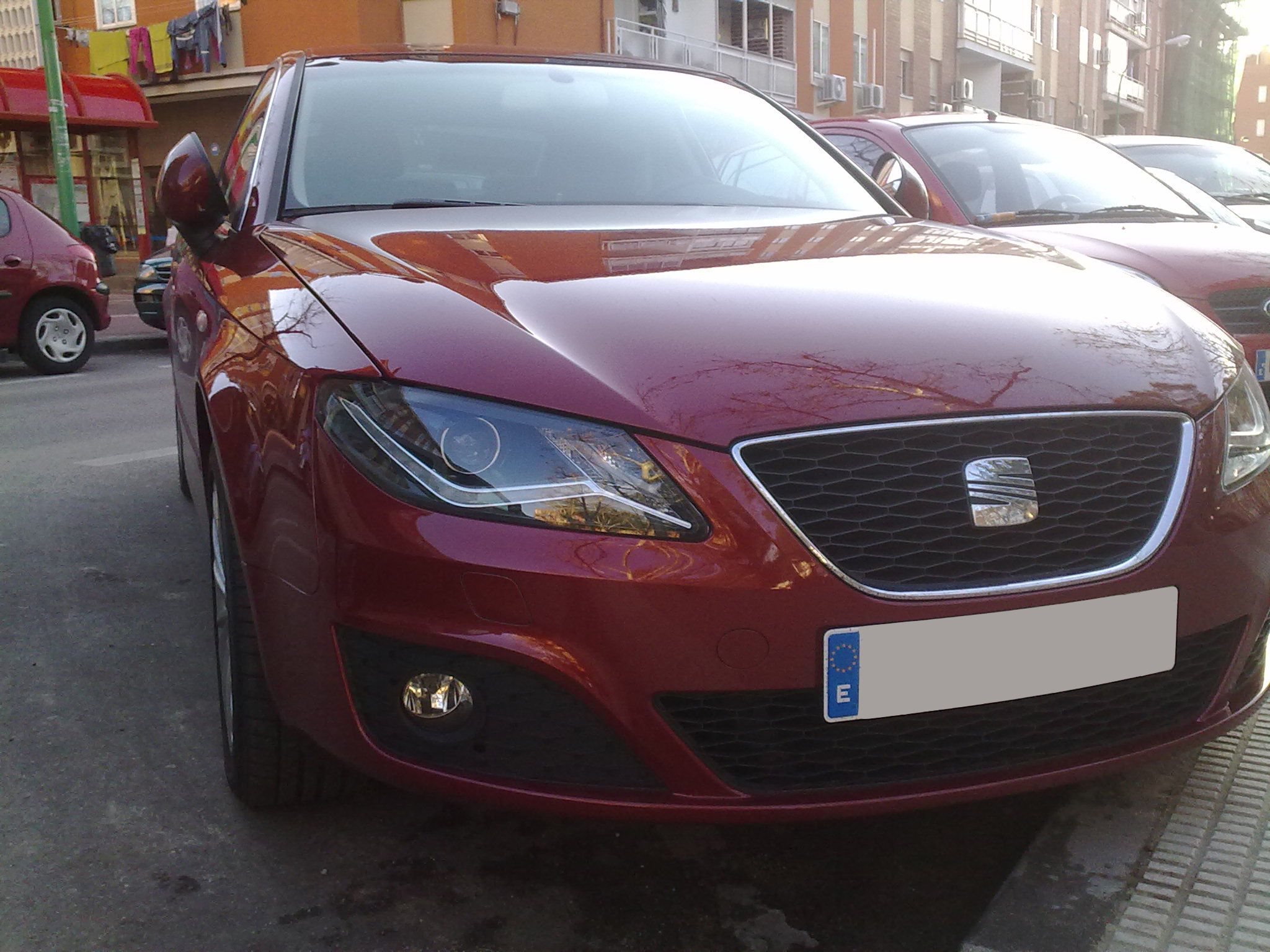
Reestilización con nueva rejilla y faros de led.

El SEAT Exeo sufría un pequeño lavado de cara en el tercer trimestre de 2011, los principales pequeños cambios se centran en su frontal, con el estreno de una nueva rejilla de nido de abeja, que sustituye a la anterior conformada por lamas, y un nuevo diseño en los faros delanteros (en la versión con faros bixenón, se incorpora tecnología led con un aporte extra de dinamismo en la estética). Además de estos cambios en la carrocería, la reestilización se completa con la inclusión de nuevas llantas de aleación de 17 y 18 pulgadas, así como la posibilidad de nuevas opciones cromáticas. También el habitáculo recibe pequeñas modificaciones. Así, se incorpora un volante con piel perforada y nuevos tapizados, entre los que destaca una elegante tapicería en cuero y otra más deportiva, mezcla de textil y alcántara.
Casualmente en el Salón del Automóvil de Ginebra de 2013 se dio a conocer que en verano del mismo año cesaría la producción del modelo de manera definitiva. Con lo cual, aunque el Exeo convivió unos meses entremedias con las últimas unidades del Toledo III y primeras unidades del Toledo IV, de alguna manera sin ser su sucesor directo ocupó durante 4 años el puesto del Toledo, pero con un formato más premium.

### Variantes
El modelo a diferencia del Audi A4 sólo cuenta con 2 variantes en carrocería sedán y familiar esta última denominada ST, se tenía previsto lanzar la tercera carrocería, la versión cabrío, pues ya que estaba desarrollada la base se quiso aprovechar, pero finalmente se descartó y solo hubo desarrollos dentro de la marca como prototipos desechados.

### Motorizaciones
El Exeo fue el primer modelo de la marca española en ofrecer motores diésel equipados con inyección directa common-rail. En el momento de su lanzamiento venía equipado con tres mecánicas diésel procedentes del mismo bloque: un 2,0 litros de 120, 143 o 170 CV. Por su parte, los tres motores de gasolina que estaban disponibles en un principio también eran de cuatro cilindros en línea: un 1,6 litros atmosférico de 102 CV, un 1,8 litros con turbocompresor de 150 CV y un 2,0 litros turboalimentado de 200 CV.

### Acabados
El SEAT Exeo tenía 3 acabados que eran: Reference, Style y Sport.
- Reference

Era el acabado base y equipaba: ESC (incluye EBA) + ABS, 7 Airbags (2 frontales, 2 laterales, 2 cortina y airbag de rodilla para el conductor), desconexión del airbag del pasajero, iSOFiX, preparación Top Tether en las dos, plazas laterales traseras, suspensión Confort, testigo acústico y luminoso de cinturón desabrochado, barras en techo negras (ST), llanta de aleación 16" 205/55 modelo Morfeo, faros antiniebla, molduras laterales y manecillas de las puertas color carrocería, retrovisores exteriores eléctricos, calefactados y de color carrocería con posición parking, Confort (más espacio plazas traseras), alfombrillas delanteras para conductor y pasajero, asiento trasero con plegado asimétrico, asientos regulables en altura para el conductor y el acompañante, bolsillo en respaldo asiento delantero derecho, cajones bajo los asientos delanteros (ST), cierre centralizado con mando a distancia, climatizador Bizona, cubre maletero con Roll on flexible y extensible (ST), elevalunas delanteros y traseros eléctricos, espejos de cortesía iluminados, guantera iluminada y con llave, posavasos en salpicadero, reposabrazos delantero y trasero con compartimentos, cenicero y mechero en el salpicadero, volante multifunción y pomo
de palanca de cambios ambos tapizados en piel, control de velocidad, indicador de cambio eficiente de marcha, luces de lectura delanteras y traseras, ordenador de a bordo, radio CD/MP3, mandos al volante, conexión, AUX-in, Bluetooth, puerto USB, 6 altavoces, sensor de párking trasero, sensor de lluvia, encendido automático de luces, Coming Home, espejo interior antideslumbrante, toma 12V en maletero (ST).
- Style

Era el acabado medio alto y, además del acabado Reference, se le añadía al equipamiento: Sensor presión neumáticos, llantas de 17, alarma volumétrica con sensor de inclinación, marcos de las ventanillas cromados, montantes B/C brillantes, taloneras interiores con inserto de aluminio, barras en techo en aluminio (ST), cristales laterales y traseros tintados, asientos regulables en altura y con apoyo lumbar conductor y acompañante, luz en manecillas de las puertas, ceniceros delante y detrás, zona de los pies + portavasos traseros, paquete de almacenaje, red divisoria trasera (ST), reposabrazos trasero con
posavasos, ambos con compartimentos y 8 altavoces.
- Sport

Era el acabado deportivo y, además del acabado Style, se le añadía en equipamiento: Servotronic (excepto en el 2.0 TDI CR 143 CV, donde es opcional), suspensión Sport, molduras deportivas inferiores en puertas, faros bixenón + AFS + lavafaros (con luz día), faros delanteros y traseros con LED, llantas de aleación de 18" 225/45 modelo Elegance (excepto el que va equipado con el motor 2.0 TDI 143 CV Ecomotive), asientos deportivos, climatizador bizona con sensor de calidad de aire, paquete eléctrico 3 (sensor de parking delantero, pantalla Dot Matrix en color y apertura remota del maletero para Berlina).
- Last Edition

(2013) versión especial que finalizaba la producción del modelo con un completo equipamiento solo disponible en colores: Gris, blanco y negro con la motorización 2.0 TDI 143 CV Ecomotive .

### Kit aerodinámico

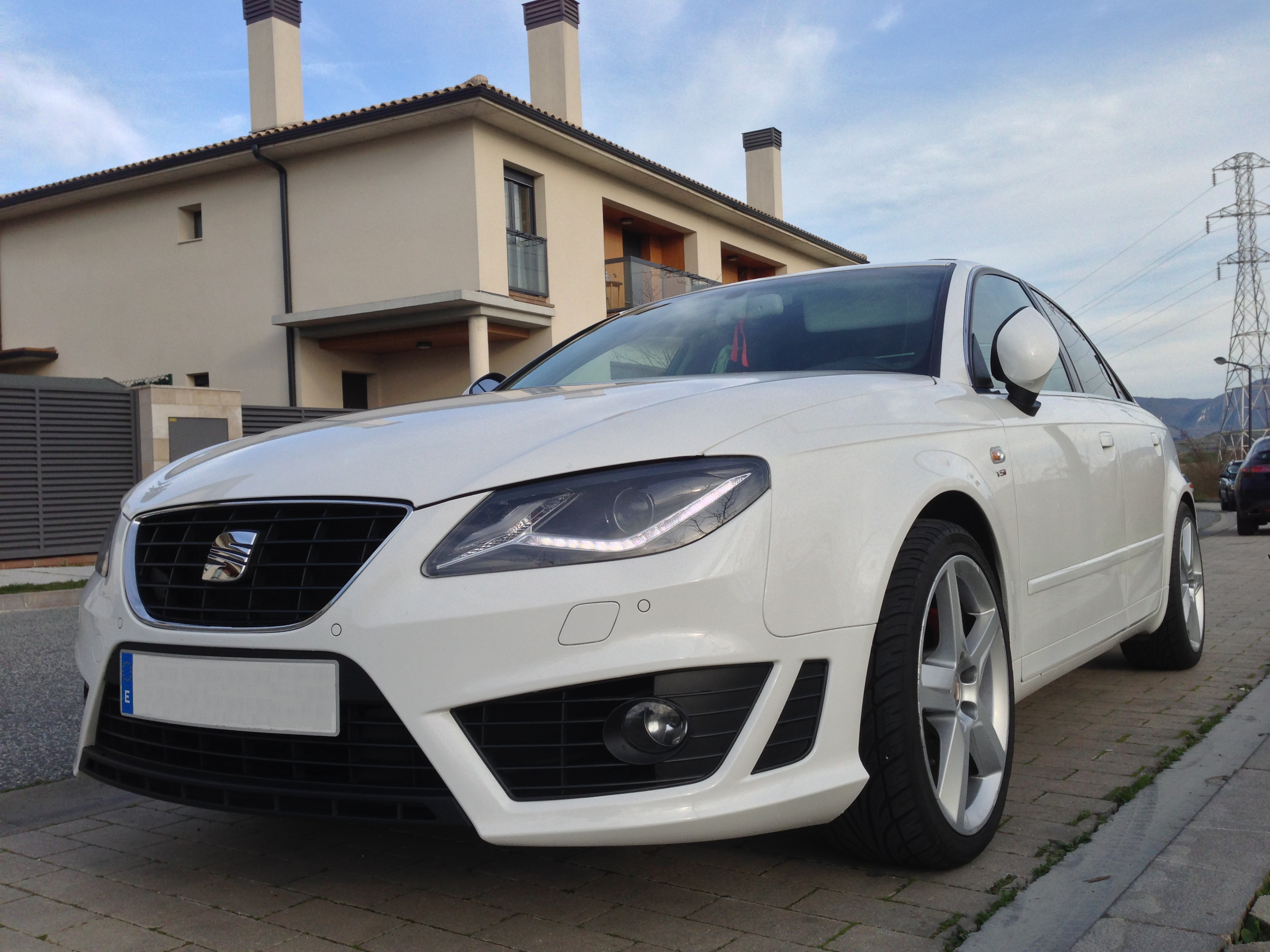
Kit aerodinámico del Exeo.

El SEAT Exeo incorporaba un Kit de carrocería deportivo de SEAT Sport opcional "El kit aerodinámico", incluía parachoques delantero y trasero, parrilla de la calandra en conjunto con las rejillas que trae el kit para el parachoques, kit de taloneras y el spoiler, para darle un toque más deportivo, también se le puede acoplar al kit escape doble deportivo.

### Seguridad
El SEAT Exeo realizó las pruebas de choque de la EuroNCAP en el año 2009 y consiguió una calificación total de 4 estrellas, las mismas que consiguió el Audi A4 en 2001 y 2005.
| Calificación total:        | 4/5 estrellas |
| Ocupantes adultos:         | 77 %          |
| Ocupantes infantil:        | 81 %          |
| Peatones:                  | 50 %          |
| Asistencia a la seguridad: | 57%           |

## Producción y ventas
A finales de 2008 se realizaron matriculaciones en versiones de prueba para la prensa. Pero no fue hasta 2009 cuando el modelo se puso a la venta.
| Modelo                       | 2008 | 2009   | 2010   | 2011   | 2012   | 2013  |
| ---------------------------- | ---- | ------ | ------ | ------ | ------ | ----- |
| "SEAT Exeo" / "SEAT Exeo ST" | 369  | 22,981 | 23,108 | 19.559 | 12.142 | 6.500 |